# Каракалы
Карака́лы (лат. Caracal) — род подсемейства малых кошек семейства кошачьих.
Ранее считалось, что это монотипный род, состоящий только из вида каракал (Caracal caracal). Однако генетический анализ показал, что каракал, африканская золотая кошка и сервал генетически тесно связаны и произошли от общего предка около 5,4 миллиона лет назад. Поэтому было предложено объединить всех их в род Caracal.